# Zarzosa de Río Pisuerga
Zarzosa de Río Pisuerga är en kommun i Spanien.   Den ligger i provinsen Provincia de Burgos och regionen Kastilien och Leon, i den norra delen av landet, 240 km norr om huvudstaden Madrid. Arean är 10,0 kvadratkilometer.
Terrängen i Zarzosa de Río Pisuerga är huvudsakligen platt.